# Клейовий пістолет

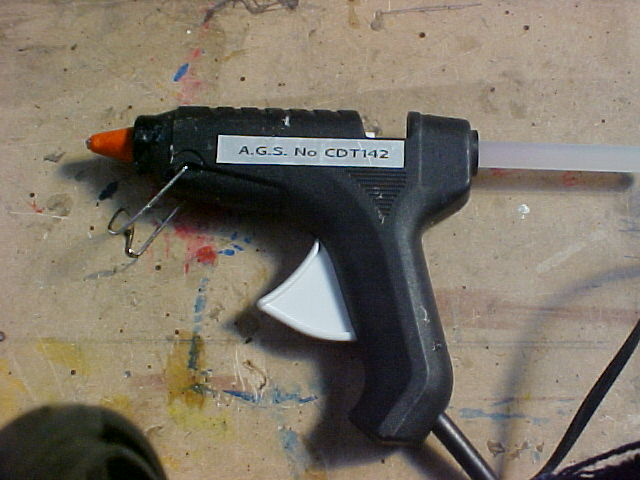
Клейовий пістолет для гарячого склеювання

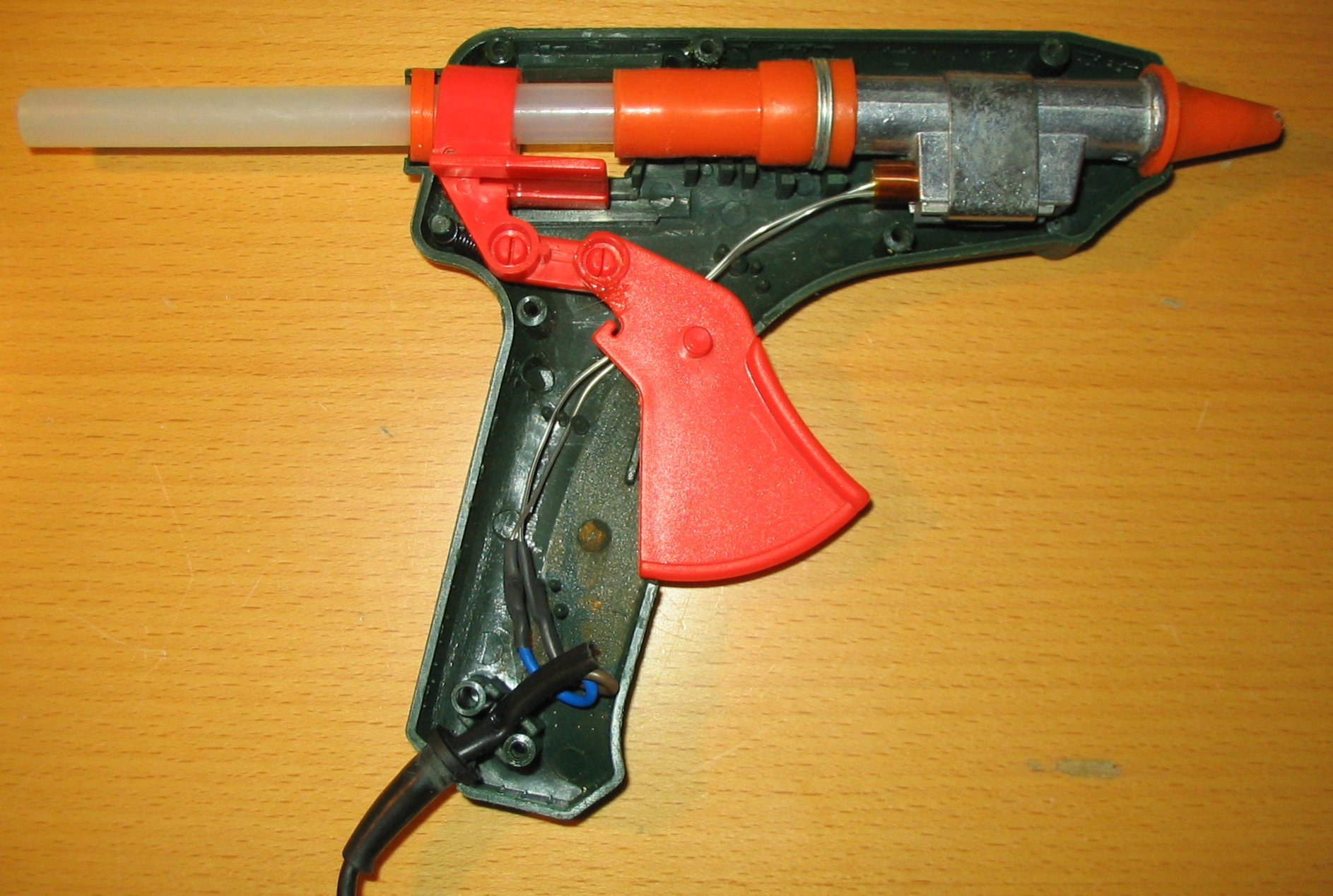
Клейовий пістолет в розібраному вигляді

Клейовий (клеєвий) пістолет — призначений для гарячого склеювання (паяння) різних матеріалів. Він широко використовується для склеювання дерева, кераміки, ДСП, пластиків за допомогою клейового розплаву. Крім того, його можна використовувати для закладення вікон, швів плитки, герметизації сантехнічних з'єднань, реставрації книжкових палітурок, ремонту взуття та килимових покриттів, аранжування засушених квітів, флористики і дизайну, склеювання пластмас, ремонту електричної ізоляції, різноманітного домашнього конструювання, в гуртковій роботі з учнями та багато іншого.
Пістолети для нанесення клею можуть використовуватися для рукоділля, різних будівельних і кріпильних робіт і навіть при складанні композицій з живих і неживих квітів. Проте клейовий пістолет для рукоділля все ж трохи різниться від будівельного.

## В'яжуча речовина
Гарячий клей є суперзв'язною речовиною, одночасно виконуючи функцію наповнювача і просочення. Найголовніша перевага клейового пістолета в тому, що він дозволяє миттєво отримати очікуваний результат. Клей для таких пістолетів постачається у вигляді стрижнів, які, перебуваючи всередині корпусу пістолета, нагріваються до стану плинності.
Попри назву, стрижні не є термоактивним клеєм, в якому за нагрівання відбувається хімічна реакція затвердіння. Вони складаються із термопластичного полімеру, який здатний багаторазово плавитися при нагріванні та застигати при охолодженні та виконує функцію припою. Традиційні пістолети працюють з двома видами стрижнів. Етиленвінілацетатні стрижні плавляться при температурі близько 80 градусів. Полімер дуже легкий і еластичний. Поліамідні стрижні мають більш високу жорсткість і міцність. Плавляться такі матеріали при температурі близько 150 градусів.  

## Види клейових пістолетів
Клейові пістолети бувають ручними та автоматичними. Ручні пістолети починають свою роботу після натискання спускового гачка, а автоматичні запускаються завдяки спеціальному електромагнітному клапану.
Існує кілька видів термоклейового пістолета за принципом живлення: Газові пістолети працюють на бутані. Вони перезаряджаються протягом 10 секунд і можуть працювати від однієї зарядки до 60-90 хвилин. Нагрівання в такому пістолеті відбувається за допомогою каталітичної реакції. Обсяг подачі клею залежить від сили натискання на курок. Такі пістолети ідеально підходять для запечатування коробок, фіксації електроарматури, приклеювання плитки і монтажу виставкових щитів.
Електричні клейові пістолети виготовлені з термостійкої пластмаси. Нагрівання цього інструменту відбувається приблизно протягом 5-ти хвилин. Такий термопістолет легко склеює кераміку, пластик, папір, дерево і метал. Його температура може досягати 180 градусів.

## Витратні матеріали
Клейові стрижні для термопістолетів зазвичай універсальні і підходять для будь-якого типу матеріалів. Проте існують стрижні і для конкретних матеріалів. Стрижні випускаються трьох діаметрів: 7, 8 та 11 міліметрів. Для забезпечення найкращого результату робоча поверхня для склеювання повинна бути чистою і сухою.

## Безпека користування
Працюючи з клейовим інструментом, слід бути якомога акуратнішим, адже за необережної експлуатації навіть найдосвідченіший користувач може отримати опіки.